# Humber
Humber /ˈhʌmbər/ je velik plimski estuarij na vzhodni obali severne Anglije. Nastane pri Trent Falls, Faxfleet, ob sotočju plimskih rek Ouse in Trent. Od tam do Severnega morja je del meje med East Riding of Yorkshire na severnem bregu in North Lincolnshire na južnem bregu. Čeprav je Humber estuarij od točke, kjer nastane, ga mnogi zemljevidi prikazujejo kot reko Humber.
Pod Trent Falls Humber teče mimo križišča s kanalom Market Weighton na severni obali, sotočjem reke Ancholme na južni obali; med North Ferriby in South Ferriby ter pod mostom Humber; med Barton-upon-Humber na južnem bregu in Kingston upon Hull na severnem bregu (kjer se pridruži reka Hull), nato se sreča s Severnim morjem med Cleethorpesom na strani Lincolnshira in dolgim in tankim rtom Spurn Head na severu.
Pristanišča na Humberju so pristanišče Hull, Grimsby in Immingham; v New Hollandu in North Killingholme Haven so manjša pristanišča. Estuarij je primeren za plovbo največjih globokomorskih plovil. Notranje povezave za manjša plovila so obsežne, vendar pokrivajo le četrtino blagovnega prometa, opravljenega v Temzi.

## Zgodovina
Čeprav je zdaj estuarij, je imela reka Humber med ledeno dobo veliko daljši sladkovodni tok, ki se je raztezal čez suho dno Severnega morja.
Humber se redno pojavlja v srednjeveški britanski literaturi. V Valižanskih triadah je Humber ena od treh glavnih rek Britanije (skupaj s Temzo in reko Severn) in se ves čas omenja v Brut y Brenhinedd kot meja med južnim kraljestvom (Lloegyr) in različnimi severnimi kraljestvi. V kroniki Geoffreyja iz Monmoutha iz 12. stoletja (Historia Regum Britanniae) je Humber poimenovan po Humberju Hunu, osvajalcu, ki se je tam utopil med bitko v najzgodnejših dneh kronike.
Reka Humber je ostala pomembna meja v celotnem anglosaškem obdobju in je ločevala Northumbrio od južnih kraljestev. Ime Northumbria izhaja iz anglosaškega Norðhymbre (množina) = »ljudje severno od Humberja«.
Humber je zapisan s kratico Fl. Abi (reka Abus, starogrško Ἄβος)) v Ptolemajevi Geografiji, ki se izliva v Nemški ocean (Severno morje) južno od Ocelum Promontorium (Spurn Head). Ptolemaj navaja tudi železnodobna plemena tega območja kot Koritani južno od Humberja in Parisi na severu.
V romanu Robinson Crusoe iz leta 1719 istoimenski protagonist zapusti Anglijo na ladji, ki odpluje iz Humberja.
23. avgusta 1921 je britanska zračna ladja R38 strmoglavila v estuarij blizu Hulla, pri čemer je umrlo 44 od 49 članov posadke na krovu.
Od leta 1974 do 1996 so območja, ki so danes znana kot East Riding of Yorkshire, North Lincolnshire in North East Lincolnshire, sestavljala grofijo Humberside. Humber iz leta 1996 tvori mejo med East Riding of Yorkshire (na severu) ter North Lincolnshire in North East Lincolnshire na jugu.

## Prehodi
Edino sodobno prečkanje estuarija je most Humber, ki je bil od izgradnje leta 1981 do leta 1998 najdaljši viseči most z enim razponom na svetu.
Preden je bil most zgrajen, je od železniške postaje Corporation Pier na pomolu Victoria v Hullu do železniškega pomola v New Hollandu vozil parnik z lopaticami. Parni trajekti so začeli voziti leta 1841, leta 1848 pa jih je kupila železnica Manchester, Sheffield in Lincolnshire. Oni in njihovi nasledniki so upravljali trajekt do odprtja mostu leta 1981. Železniški potniški in avtomobilski promet sta še naprej uporabljala pomol do konca trajektnega prometa.
Smer mostu je podobna starodavni trajektni poti od Hessla do Bartona ob Humberju, ki je navedena v Domesday Book in v listini iz leta 1281. Leta 1856 je bilo zabeleženo, da je trajekt še vedno deloval, v času železnic. Reka Humber je bila takrat široka 1,6 km.

## Obrambne naprave
Utrdbe Humber so bile zgrajene v ustju estuarija za prvo svetovno vojno. Načrtovana leta 1914 se je njihova gradnja začela leta 1915 in niso bile dokončane do leta 1919. Obalna baterija pri Easingtonu, Fort Goodwin ali Kilnsea Battery se je soočila z utrdbo Bull Sands. Med drugo svetovno vojno so bile tudi garnizije, leta 1956 pa so bile končno opuščene za vojaško uporabo.
Fort Paull je še gorvodno, utrdba iz napoleonske dobe, ki jo je v začetku 20. stoletja nadomestila baterija Stallingborough nasproti potopljenega otoka.

## Ekologija
Številne ribe živijo in se tudi selijo vzdolž reke Humber, ko se vračajo iz morja na svoja drstišča v Yorkshire, Lincolnshire in Derbyshire. Losos, morski list, trska, jegulja, iverka, morska plošča, papalina, piškur in peščeni gobec so bili ujeti v ustju. Humber je tudi dobro mesto za prezimovanje ptic in je dobro gojišče za grenčice, rjavega lunja, male čigre in sabljarke. Je del preletne poti Severn-Trent, poti, ki jo uporabljajo ptice selivke za prečkanje Velike Britanije. Kratkokljuna gos, ki se seli, je opevana na umetniškem delu na nabrežju St Andrews, ki ga je naročila Agencija za okolje. 'The Migrating Zoetrope' avtorjev Annabel McCourt in Adriana Rileyja je 100 m dolga serija napol abstraktnih oblik in minimalistične poezije, ki posnemajo let ptic in obliko lokalnih ribiških plovil.
Leta 2019 sta Yorkshire Wildlife Trust in Univerza v Hullu po šestdesetih letih odsotnosti ponovno naselila rečno ostrigo v Humber.

## Prečenje peš
Graham Boanas, Hullčan, naj bi bil prvi človek, ki mu je uspelo prebroditi Humber od starih Rimljanov. S podvigom avgusta 2005 so poskušali zbrati denar in ozaveščati dobrodelno organizacijo za medicinske raziskave DebRA. Svojo pot je začel na severnem bregu pri Broughu; štiri ure kasneje se je pojavil na južnem bregu pri Whittonu. Visok je 2,06 m in je izkoristil zelo nizko oseko. Ta dosežek je ponovil v televizijskem programu Top Gear (Serija 10, Epizoda 6), ko je premagal Jamesa Maya, ki je vozil Alfa Romeo 159 po celinskem delu estuarija na dirki brez uporabe mostu Humber.

## Prečenje s plavanjem
V soboto, 26. avgusta 1911, je Alice Maud Boyall postala prva ženska, ki je preplavala Humber. Boyallova, takrat stara 19 let in živeča v Hullu, je bila plavalni prvak v Yorkshiru. Humber je preplavala od Hulla do New Holland Piera v 50 minutah, kar je 6 minut počasneje od obstoječega moškega rekorda.
Od leta 2011 Warners Health organizira 'Warners Health Humber Charity Business Swim'. Dvanajst plavalcev iz podjetij po vsej regiji Yorkshire trenira in plava v elipsi od južnega brega do severnega brega estuarija pod mostom Humber na skupni razdalji približno 2,4 km. Od takrat je organizirano skupinsko prečkanje reke Humber postalo vsakoletni dogodek z majhnim številom vnaprej izbranih plavalcev, ki ostanejo blizu skupaj, v pomoč je Humber Rescue.
Leta 2019 je tekmovalni plavalec v odprtih vodah iz Hulla Richard Royal postal prva oseba, ki je poskušala in dokončala dvosmerno plavanje čez estuarij, z začetkom in koncem na obali Hessle, z Bartonom na južnem bregu kot sredina točka, ki izpolnjuje merila med kopnim in pokriva skupno 4085 m. Royal ima rekord za najhitrejše enosmerno plavanje čez Humber (35 minut 11 sekund) in najhitrejše dvosmerno plavanje (1 ura, 13 minut, 46 sekund), ki sta ga potrdila Guinnessova knjiga rekordov in Svetovno združenje za plavanje na odprtih vodah. Zbral je več kot 900 funtov za Humber Rescue, ki je poskrbel za varnost med plavanjem.